# Lia Rumantscha

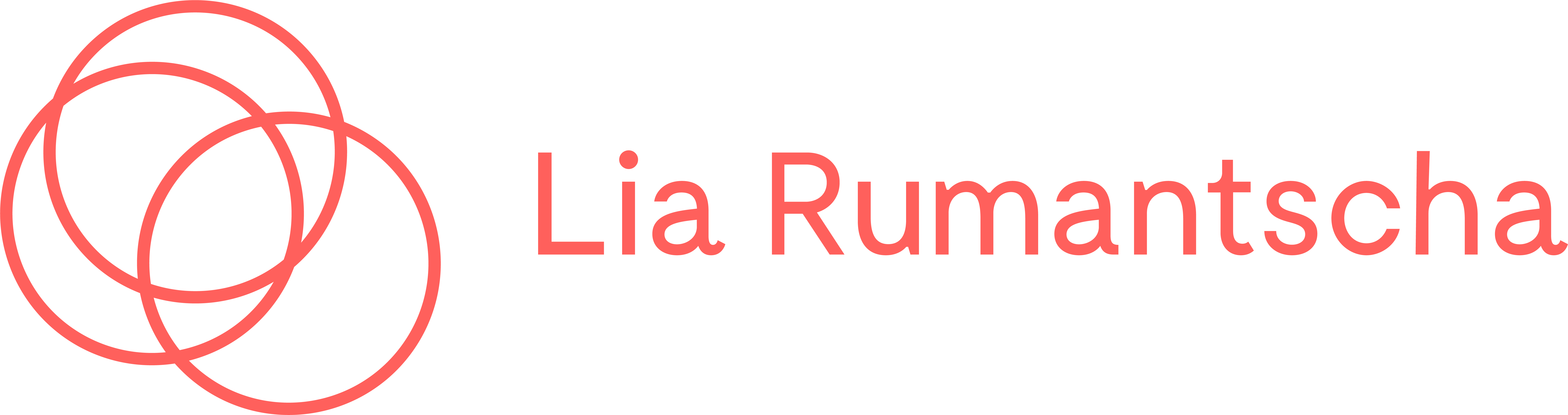
Logo Lia Rumantscha

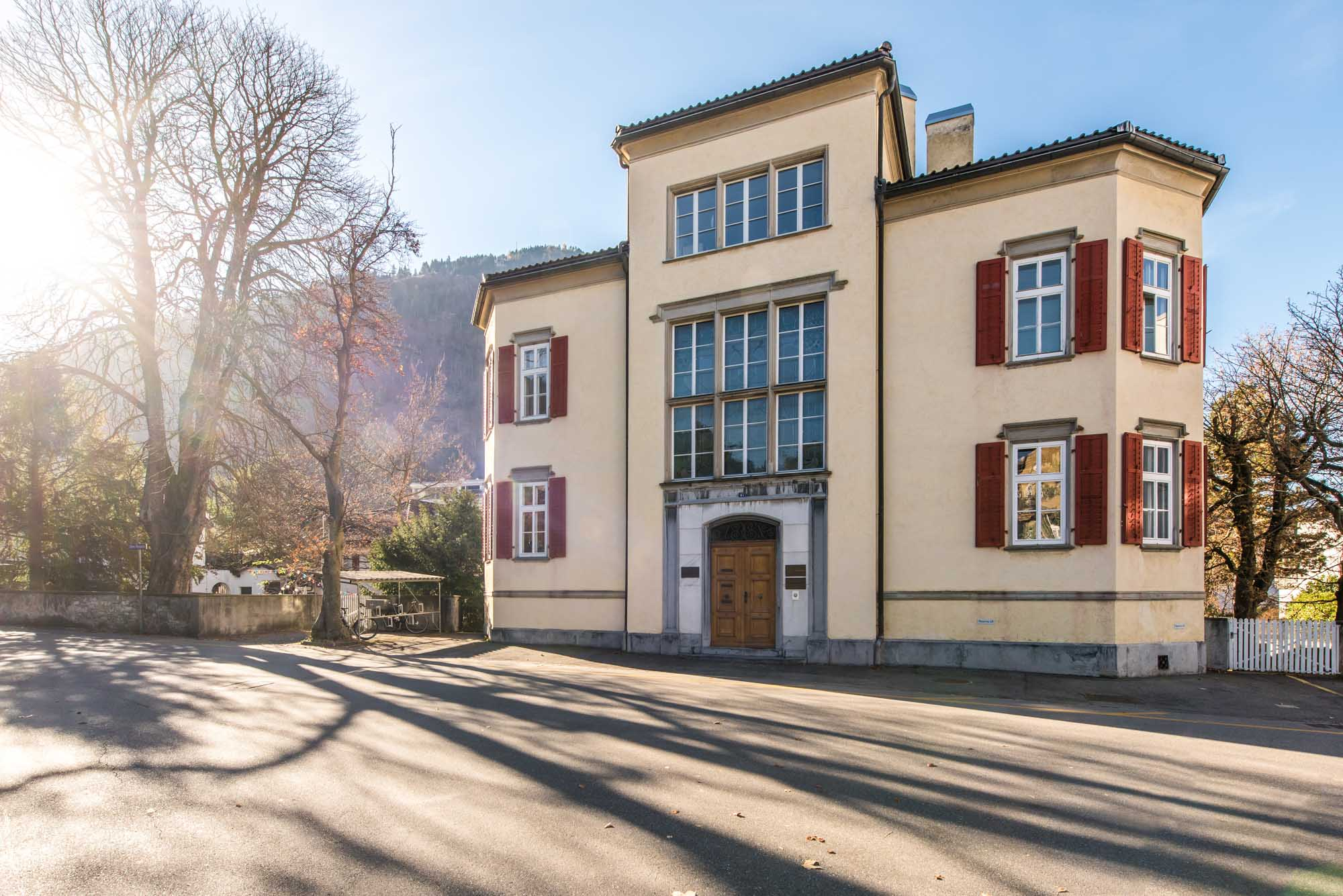
Hauptsitz der Lia Rumantscha in Chur

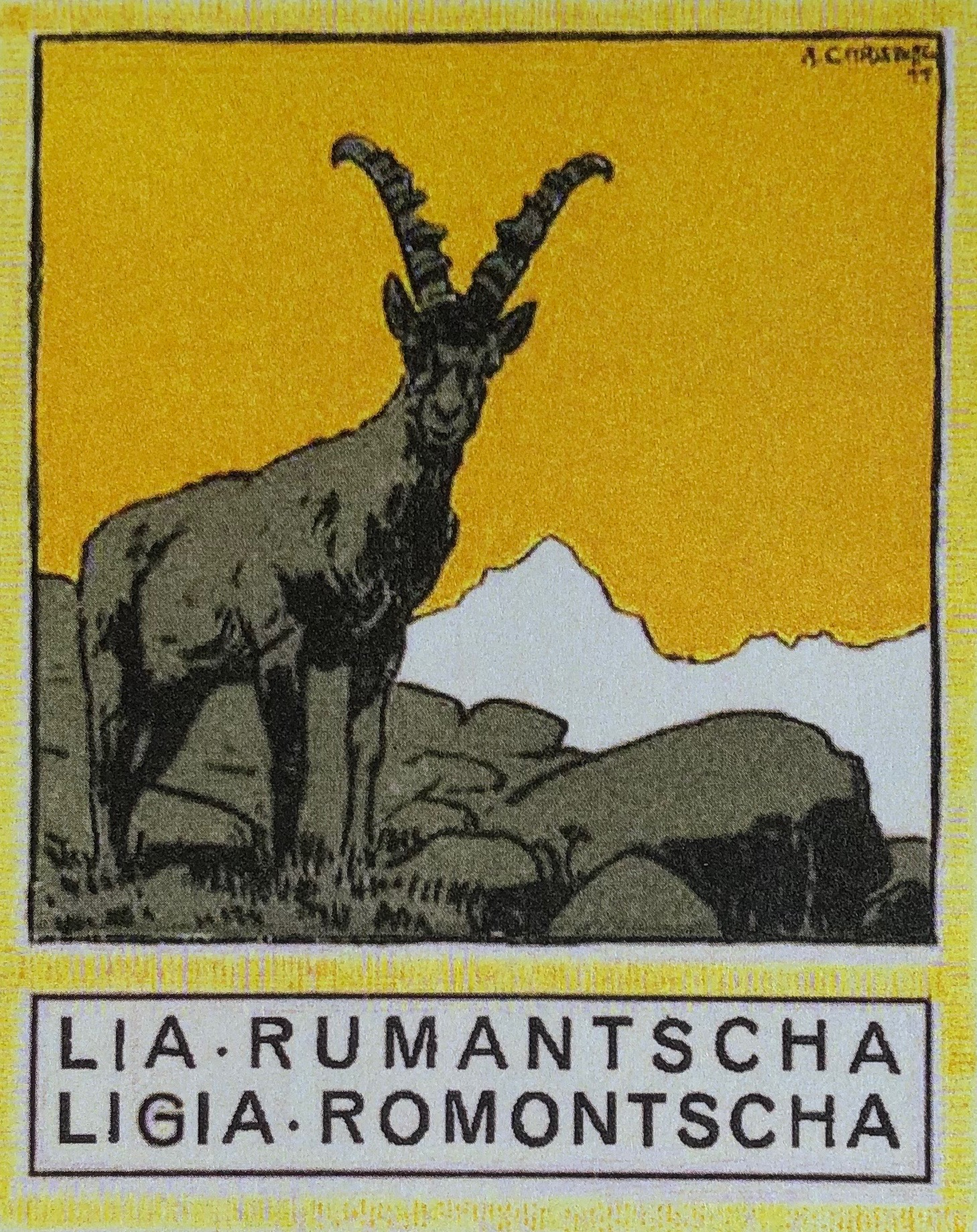
Erstes Logo von 1919

Die Lia Rumantscha ([liɐ̯ruˈmantʃɐ]ⓘ) mit Sitz in der Chasa rumantscha in Chur und regionalen Aussenstellen in Casti-Wergenstein, Ilanz, Scuol und Savognin wurde am 26. Oktober 1919 in Chur als Dachverband aller romanischen Sprachvereine gegründet. Sie versteht sich als gemeinnützige Institution und ist konfessionell neutral. Durch ihren Auftrag, die Bundes- und Kantonsgelder für die Förderung der romanischen Sprache und Kultur entsprechend einzusetzen, erfüllt sie einen öffentlich-rechtlichen Auftrag.

## Aktivitäten
Die Lia Rumantscha unterstützt, fördert und koordiniert die Projekte regionaler romanischer Vereinigungen, überregionaler Vereine und romanischer Organisationen ausserhalb des romanischen Stammgebiets zugunsten der romanischen Sprache und Kultur. Die Delegierten dieser angegliederten Vereinigungen bestimmen einmal jährlich anlässlich der Delegiertenversammlung das Arbeitsprogramm und das Budget der Lia Rumantscha.
Die Lia Rumantscha informiert über die romanische Sprache und Kultur und berät Institutionen, Organisationen und Privatpersonen. Ihre Tätigkeitsgebiete sind vielfältig. Folgende Themen stehen dabei im Mittelpunkt: Politik (u. a. Gemeindefusionen), Bildung (romanische Schule der Zukunft, Erwachsenenbildung), Sprache (Förderung der gesprochene und geschriebene Sprache, Standardsprache Rumantsch Grischun und Idiome) und Kultur (Förderung rätoromanischer Künstler und Künstlerinnen, Lesestoff für Kinder- und Jugendliche).
Beispiele von Dienstleistungen:
- Anlaufstelle für alle sprachlichen Fragen rund um das Rätoromanische
- Pledari Grond (Online-Wörterbuch)
- Übersetzungsdienst in Rumantsch Grischun und fünf Idiome
- romanische Sprach- und Integrationskurse (Idiome und Rumantsch Grischun)
- Kinder- und Jugendbücher
- Online-Buchhandlung mit über 3000 Artikeln
- Vertretung der romanischen Sprachgemeinschaft in der Schweiz

## Angegliederte Vereinigungen
Regionale, linguistisch-kulturelle Vereinigungen
- Surselva Romontscha für die ganze Surselva, gegründet 2006[2]
- Uniun Rumantscha Grischun Central (URGC) für das Oberhalbstein sowie die Sutselva, gegründet 2006[3]
- Uniun dals Grischs für das Engadin, das Münstertal und Bergün, gegründet 1904[4]

Überregionale Vereinigungen:
- Societad retorumantscha, gegründet 1885, Trägerorganisation und Herausgeberin des seit 1938 in Chur erscheinenden Dicziunari Rumantsch Grischun
- Giuventetgna Rumantscha (GiuRu), gegründet 1991
- Uniun per la Litteratura Rumantscha (ULR), gegründet 1946[5]
- SRG SSR Svizra Rumantscha (SRG.R), gegründet 1946[6] Sie ist eine der vier Mitgliedgesellschaften der SRG SSR idée suisse.

Weitere Organisationen:
- Fundaziun Medias Rumantschas (FMR), gegründet 2020[7]
- Gruppa rumantscha dal Cussegl grond (GrCg), gegründet 2001

Vereinigungen ausserhalb des Kantons Graubünden:
- Quarta Lingua (QL), gegründet 1972[8]
- Uniun da las Rumantschas e dals Rumantschs en la Bassa (URB), gegründet 1991[9]

## Chasa Editura Rumantscha
Die Lia Rumantscha unterstützt zusammen mit Bund und dem Kanton Graubünden den Literaturverlag Chasa Editura Rumantscha (CER). Die CER existiert seit Anfang 2010. Sie bietet professionelle Verlagsdienstleistungen und hat das Ziel, die kleine, lebendige Literaturszene der Rumantschia sichtbarer zu machen. Das Editionsprogramm der CER umfasst romanische Belletristik, Kinder- und Jugendbücher und E-Books.